# 사라 알토
사라 알토(Saara Aalto, 1987년 5월 2일 ~ )는 핀란드의 가수이다. 2012년 핀란드의 음악 경연 프로그램인 《더 보이스 오브 핀란드》(The Voice of Finland) 시즌 1에서 2위를 기록했다. 유로비전 송 콘테스트 2018에서 핀란드 대표로 참가했다.